# Marco Arrúncio Áquila
Marco Arrúncio Áquila (em latim: Marcus Arruntius Aquila) foi um senador romano nomeado cônsul sufecto para o nundínio de setembro a dezembro de 66 com Marco Vécio Bolano. Seu nome nos Acta Arvalia está sem o cognome, que o historiador Giuseppe Camodeca reconstruiu a partir de um tablete de cera ainda não publicado de Herculeio.

## Carreira
Áquila nasceu numa família de Patávio, descendente de Arrúncio Áquila, governador da Galácia em 6 a.C., que teve um filho chamado Marco. Ele provavelmente é parente de Lúcio Arrúncio Estela, cônsul em 100. Sabe-se que ele foi pai de Marco Arrúncio Áquila, cônsul em 77. Como ele foi cônsul apenas onze anos depois do pai levou o historiador Ronald Syme a suspeitar que Áquila (pai) já era "mais maduro" quando assumiu o posto.
Quase nada se sabe sobre sua carreira. Além do consulado, sabe-se que ele foi procurador de Cláudio na Lícia em 50.